# Comblain-la-Tour
Comblain-la-Tour is een plaats in de Belgische gemeente Hamoir. Comblain-la-Tour ligt in de provincie Luik.
Het plaatsje werd wereldberoemd vanwege een open air jazz festival dat er gehouden werd tussen 1959 - 1966. Vele befaamde artiesten traden er op, zoals Cannonball Adderley, Chet Baker, Ray Charles, John Coltrane, Stéphane Grappelli, Nina Simone, Woody Herman, en vele anderen. Het wordt de moeder aller Europese festivals genoemd en vormde in het bijzonder ook het voorbeeld voor het Vlaamse Jazz Bilzen.

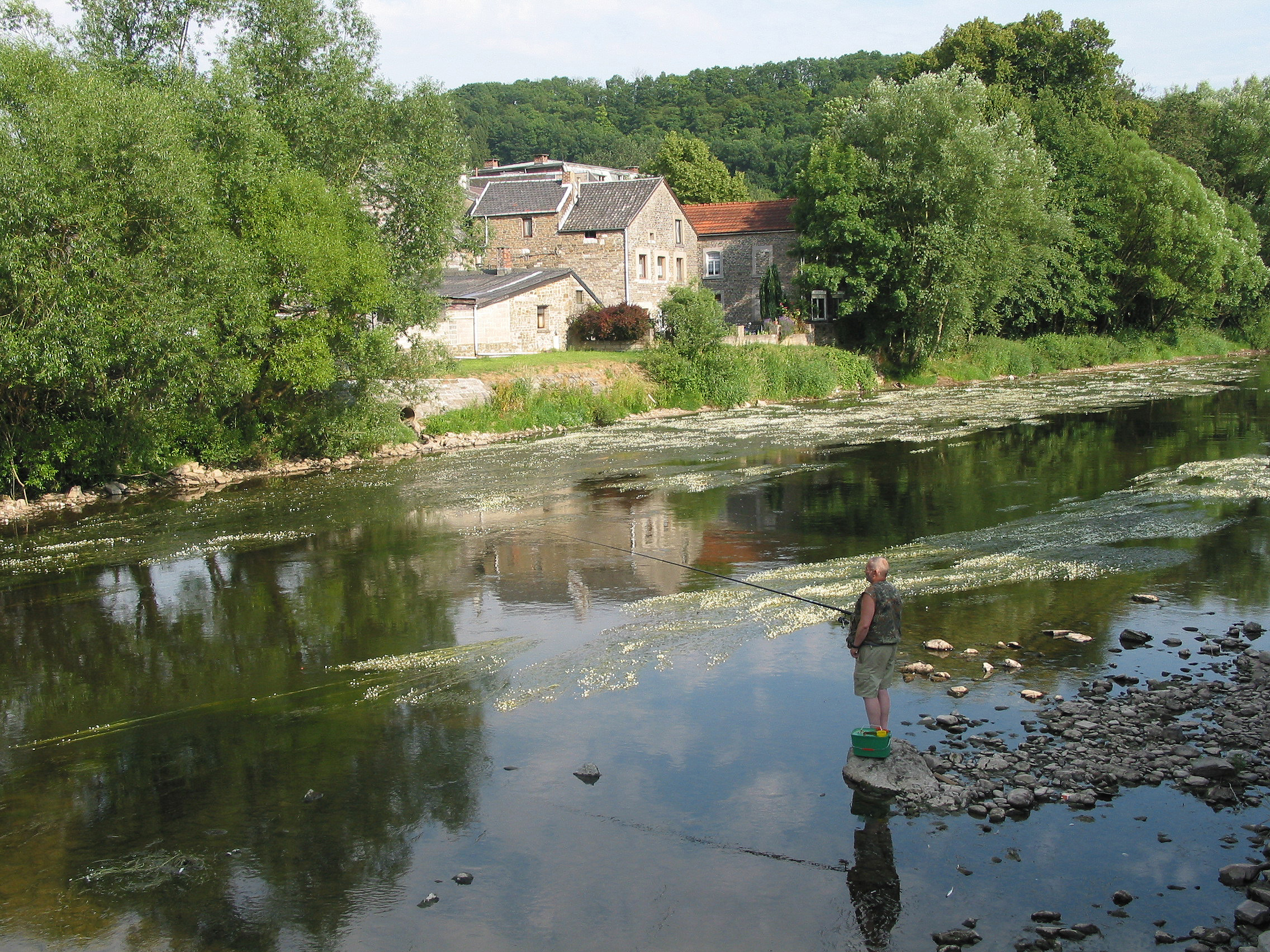
Visser op de oever van de Ourthe